# Староуразаєво
Староураза́єво (рос. Староуразаево, башк. Иҫке Уразай) — присілок у складі Краснокамського району Башкортостану, Росія. Входить до складу Арланівської сільської ради.
Населення — 36 осіб (2010; 31 у 2002).
Національний склад:
- башкири — 77 %